# Cygnus NG-18
Cygnus NG-18 è una missione spaziale privata di rifornimento per la Stazione spaziale internazionale, programmata da Northrop Grumman per la NASA nell'ambito del programma Commercial Resupply Services e decollata il 7 novembre 2022.
Il vettore utilizzato è stato un Antares 230+, il quale ha portato in orbita il veicolo cargo Cygnus, costituito in questo caso dalla capsula S.S. Sally Ride, comprendente il modulo per immagazzinamento pressurizzato costruito da un partner industriale di Orbital ATK, la Thales Alenia Space.
La Cygnus NG-18 è stata la diciannovesima missione orbitale del veicolo spaziale Cygnus, la diciassettesima delle quali avente come cliente la NASA. Cygnus NG-18 faceva parte, in particolare, di un prolungamento del contratto Commercial Resupply Services 2, di cui è stata la dodicesima missione, che prevede un minimo di sei missioni a favore della Northrop Grumman Innovation Systems, da sommarsi alle sei del contratto originario.

## Modulo di servizio
La missione Cygnus NG-18 è stata effettuata con una navetta Cygnus, in particolare con una versione di dimensioni maggiori, chiamata Cygnus PCM, utilizzata qui per la tredicesima volta. Come nel caso della precedente missione a partire dalla Cygnus NG-11, è stato inoltre utilizzato un sistema di carico che permette di caricare esperimenti tempo-dipendenti anche solo 24 ore prima del lancio, mentre in precedenza il carico doveva essere pronto ben quattro giorni prima.
Come da tradizione della Orbital ATK, e quindi in seguito della Northrop Grumman Innovation Systems, il modulo è stato battezzato S. S. Sally Ride, in onore di Sally Ride, la prima astronauta statunitense a raggiungere il 18 giugno 1983 lo spazio, a bordo della STS-7.

## Lancio e svolgimento della missione
La missione è partita il 7 novembre 2022 alle 10:32:42 UTC, a bordo di un Antares 230+ decollato dal sito di lancio numero 0 del Mid-Atlantic Regional Spaceport. All'incirca 6 ore dopo il lancio la NASA ha annunciato che uno dei due pannelli solari della capsula non si era aperto nel modo corretto, tuttavia la Northrop Grumman ha rassicurato sulla capacità del veicolo di raggiungere lo stesso stazione spaziale. Il 9 novembre 2022 il modulo Cygnus, con a bordo la capsula pressurizzata per immagazzinamento costruita dalla Thales Alenia Space, ha in effetti raggiunto la ISS e ha iniziato a condurre una serie di manovre per regolare la propria velocità, altitudine e orientazione con quella della stazione spaziale. Dopo aver raggiunto il punto di cattura, alle 10:20 UTC il veicolo è stato preso dal Canadarm2, comandato dall'astronauta statunitense Nicole Mann con l'assistenza del collega Josh Cassada, e infine, alle 13:05 UTC, è stato agganciato al modulo Unity.
Il modulo Cygnus della missione è rimasto agganciato alla ISS per circa 163 giorni. Il distacco è avvenuto il 21 aprile 2023 e il veicolo è stato liberato dal Canadarm2 alle 11:22 UTC dello stesso giorno. Dopo una serie di manovre atte ad allontanarla dalla stazione spaziale, la capsula si è diretta verso la Terra e infine, il 22 aprile 2023 è rientrata nell'atmosfera terrestre, distruggendosi assieme alle tonnellate di spazzatura in essa caricate durante la sua permanenza attraccata all'ISS.

## Carico
La missione NG-18 ha portato in orbita un carico totale di 3749 kg di materiale, parte destinato all'interno della ISS e parte costituito da altri esperimenti esterni alla stazione spaziale, come il già citato KREPE.
In particolare il carico era così composto:
- Carico destinato all'interno della ISS:
  - Esperimenti scientifici: 850 kg
  - Rifornimenti per l'equipaggio: 1637 kg
  - Hardware per la stazione spaziale: 1072 kg
  - Equipaggiamenti per le attività extraveicolari: 66 kg
  - Risorse informatiche: 78 kg

- Materiale non pressurizzato:42 kg

Tra i vari esperimenti scientifici e apparecchiature portati in orbita dalla Cygnus NG-18 si possono citare, tra gli altri:
Tre CubeSat messi poi in orbita dall'ISS e facenti parte della quinta parte del programma BIRDS, ossia Birds-5, avente lo scopo di aiutare diversi paesi a costruire il loro primo satellite e a lanciarlo in orbita. In particolare i tre satelliti erano PearlAfricaSat-1, il primo satellite sviluppato dall'Uganda, ZIMSAT-1, il primo satellite sviluppato dallo Zimbabwe, e il satellite giapponese TAKA.
BioFabrication Facility (BFF): esperimento costituito da una biostampante tridimensionale volto a verificare se la microgravità consente la stampa di campioni di tessuto cellulare di qualità superiore rispetto a quelli stampati a terra. Nella sua prima verifica spaziale, avvenuta nel 2019, BFF aveva portato alla stampa di parte del menisco del ginocchio umano e di un grande volume di cellule cardiache umane.
OVOSPACE: esperimento volto a esaminare gli effetti della lunga permanenza in ambienti di microgravità sulla fertilità di una coltura di ovociti bovini. I risultati della ricerca potrebbero migliorare i trattamenti per la fertilità eseguiti sulla Terra e aiutare nella preparazione di futuri insediamenti umani nello spazio.